# Lore
Lore – album muzyczny grupy Clannad z roku 1996.

## Lista utworów
Na podstawie materiału źródłowego:
1. "Croí Cróga" (Ciarán Brennan) – 5:00
2. "Seanchas" (C. Brennan) – 4:56
3. "A Bridge (That Carries Us Over)" (C. Brennan) – 4:32
4. "From Your Heart" (Máire Brennan) – 5:14
5. "Alasdair Mac Colla" (traditional) – 2:13
6. "Broken Pieces" (M. Brennan) – 4:53
7. "Tráthnóna Beag Aréir" (traditional) – 6:38
8. "Trail of Tears" (Noel Duggan) – 5:17
9. "Dealramh Go Deo" (C. Brennan) – 5:05
10. "Farewell Love" (M. Brennan) – 4:44
11. "Fonn Mhárta" (C. Brennan) – 3:32
12. "Croí Cróga" (Cantoma mix) (tylko w reedycji z 2005 roku) – 5:58

## Notowania
| Notowania (1996)               | Poz. |
| ------------------------------ | ---- |
| U.S Billboard Top World Albums | 1    |
| UK Albums Chart                | 14   |

## Single
1. "Seanchas"